# Brasopsis gilvipes
Brasopsis gilvipes är en insektsart som beskrevs av Carl Stål 1862. Brasopsis gilvipes ingår i släktet Brasopsis och familjen dvärgstritar. Inga underarter finns listade i Catalogue of Life.